# レイク・シャンプレイン (ミサイル巡洋艦)
レイク・シャンプレイン（USS Lake Champlain, CG-57）は、アメリカ海軍のミサイル巡洋艦。タイコンデロガ級ミサイル巡洋艦の11番艦。艦名は米英戦争におけるシャンプレイン湖の戦いにちなむ。

## 艦歴
レイク・シャンプレインはミシシッピ州パスカグーラのリットン・インガルス造船所で建造され、ニューヨークのイントレピッド桟橋で就役した。
その後母港のサンディエゴに向けて出港し、マゼラン海峡を通過したがその途中で艦首を損傷した。
レイク・シャンプレインはペルシャ湾に向けて幾度もの航海を行っている。最初の航海は砂漠の楯作戦の一部としてであり、その後は砂漠の嵐作戦の最終段階であった。砂漠の嵐作戦から母港へ帰還する途中、艦はフィリピンのピナトゥボ山噴火からの撤退を援助した。
2017年にはカール・ヴィンソン空母打撃群の一員として朝鮮半島近海に派遣され、北朝鮮による軍事挑発抑止の任務に従事。同年5月9日には日本海の公海上で韓国漁船と接触する事故が起きたが、双方ともに人命被害はなかった。